# Leichelberg
Der Leichelberg ist ein bewaldeter, 655,8 m hoher Berg in der Thüringischen Rhön zwei Kilometer östlich von Kaltensundheim, auf dessen Gebiet sich auch der Gipfel befindet. Am Ostfuß des Berges liegt Aschenhausen. Touristisch wird der Südhang vom Milseburgweg des Rhönklubs erschlossen, der die Städte Fulda und Meiningen verbindet. Südwestlich unterhalb des Leichelbergs befindet sich ein Modellflugplatz.

## Quelle
- Freistaat Thüringen: Landesamt für Vermessung und Geoinformation